# Abavopsis
Abavopsis is een geslacht van weekdieren uit de klasse van de Gastropoda (slakken).

## Soort
- Abavopsis latosoleata (Salvini-Plawen, 1973)